# Karel Kopecký
Karel Kopecký (Praag, 10 februari 1933 – Praag, 25 februari 1998) was een Tsjecho-Slowaaks vegetatiekundige. Hij werd vooral bekend vanwege zijn vernieuwende wetenschappelijke bijdragen aan de kennis over plantengemeenschappen die ontstaan door antropogene storingsfactoren.

## Wetenschappelijke carrière
In de periode 1955–1995 publiceerde Kopecký 168 wetenschappelijke werken, die voornamelijk gewijd waren aan de syntaxonomie, syndynamiek en ecologie van de plantengemeenschappen die ontstaan door antropogene storingsfactoren. Hij ontwikkelde onder andere de deductieve methode in de syntaxonomie die het mogelijk maakte om allerlei niet tot associaties te rekenen plantengemeenschappen toch te kunnen benoemen en een plek in het syntaxonomisch systeem te geven. Hierin introduceerde hij het onderscheiden van de afgeleide gemeenschappen: rompgemeenschappen en derivaatgemeenschappen. Zijn methodologie is internationaal overgenomen.

## Beschreven syntaxa
Kopecký beschreef tijdens zijn leven een hoog aantal nieuwe syntaxa voor de wetenschap. In het onderstaande overzicht vindt men syntaxa waarvan Passarge syntaxon(co-)auteur is en waarvan een artikel op de Nederlandstalige Wikipedia beschikbaar is. De syntaxa zijn chronologisch gerangschikt per syntaxonomische rang.
Klassen
- klasse van nitrofiele zomen – Galio-Urticetea Pass. ex Kopecký 1969